# Eurymastinocerus reductipennis
Eurymastinocerus reductipennis är en skalbaggsart som först beskrevs av Wittmer 1970.  Eurymastinocerus reductipennis ingår i släktet Eurymastinocerus och familjen Phengodidae. Inga underarter finns listade i Catalogue of Life.